# Лум (село)
Лум — село в Яранском районе Кировской области России. Входит в Шкаланское сельское поселение.

## География
Расположено на берегу реки Лум.

## История
Впервые упоминается в 1787.
В 1910 в Луме была построена кирпичная церковь Иоанна Предтечи.

## Население
| 2010 |
| ---- |
| 251  |

## Инфраструктура
Работает две пилорамы, основное население работает на заготовке лесо-пило-материалов.
В селе имеются фельдшерский пункт, Дом Культуры. 9-летняя средняя школа закрыта в 2007 году.

### Достопримечательности
- Церковь Иоанна Предтечи

## Транспорт
Село доступно по федеральной автомагистрали Р-176 Вятка. 